# Spareribs

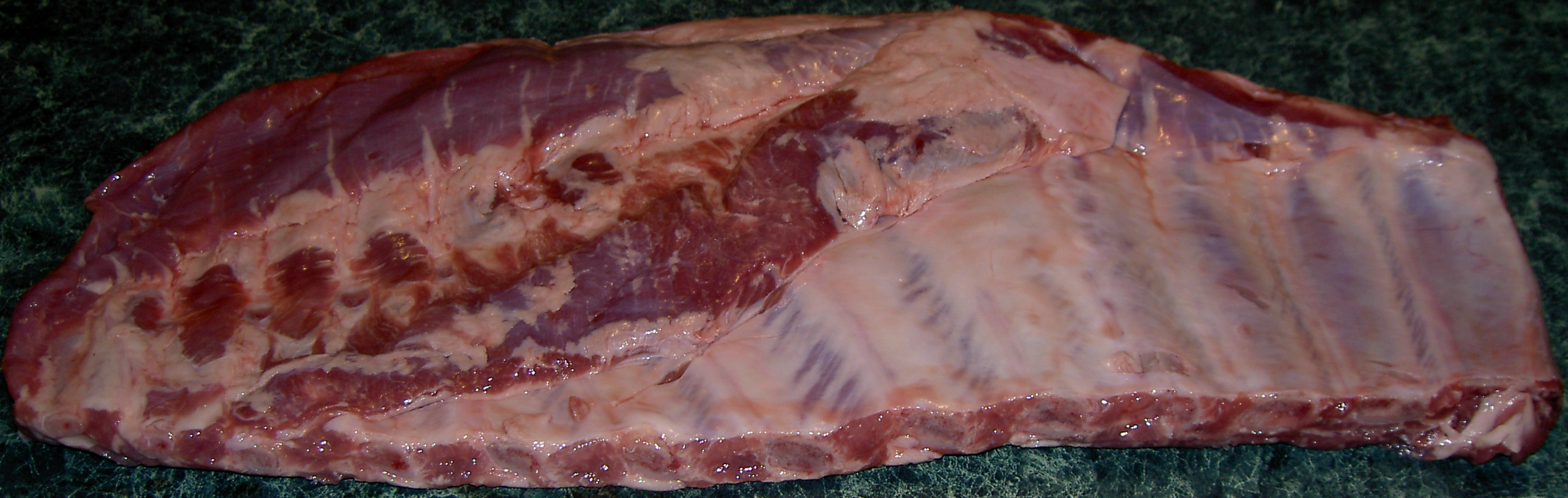
Una tira de spareribs de cerdo crudas.

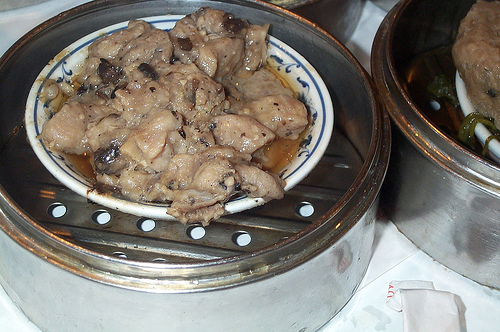
Un cuenco de paigu al vapor con judía fermentada, plato de spare ribs común en la cocina dim sum.

Las spareribs o spare ribs (en inglés ‘costillas con poca carne’ y en español costillas esternales) son un tipo de costilla de cerdo y ternera cocinado y consumido en diversas cocinas del mundo. El origen del término se desconoce, pero existen varias definiciones populares.
Son el corte de costillas más barato, y consisten en un corte largo de la porción inferior del animal, específicamente de la panza y el esternón, por detrás de la paletilla, incluyendo de 11 a 13 huesos largos, con carne cubriendo la parte alta de los mismos, así como entre ellos.

## Preparación

### En la cocina china y chino-estadounidense

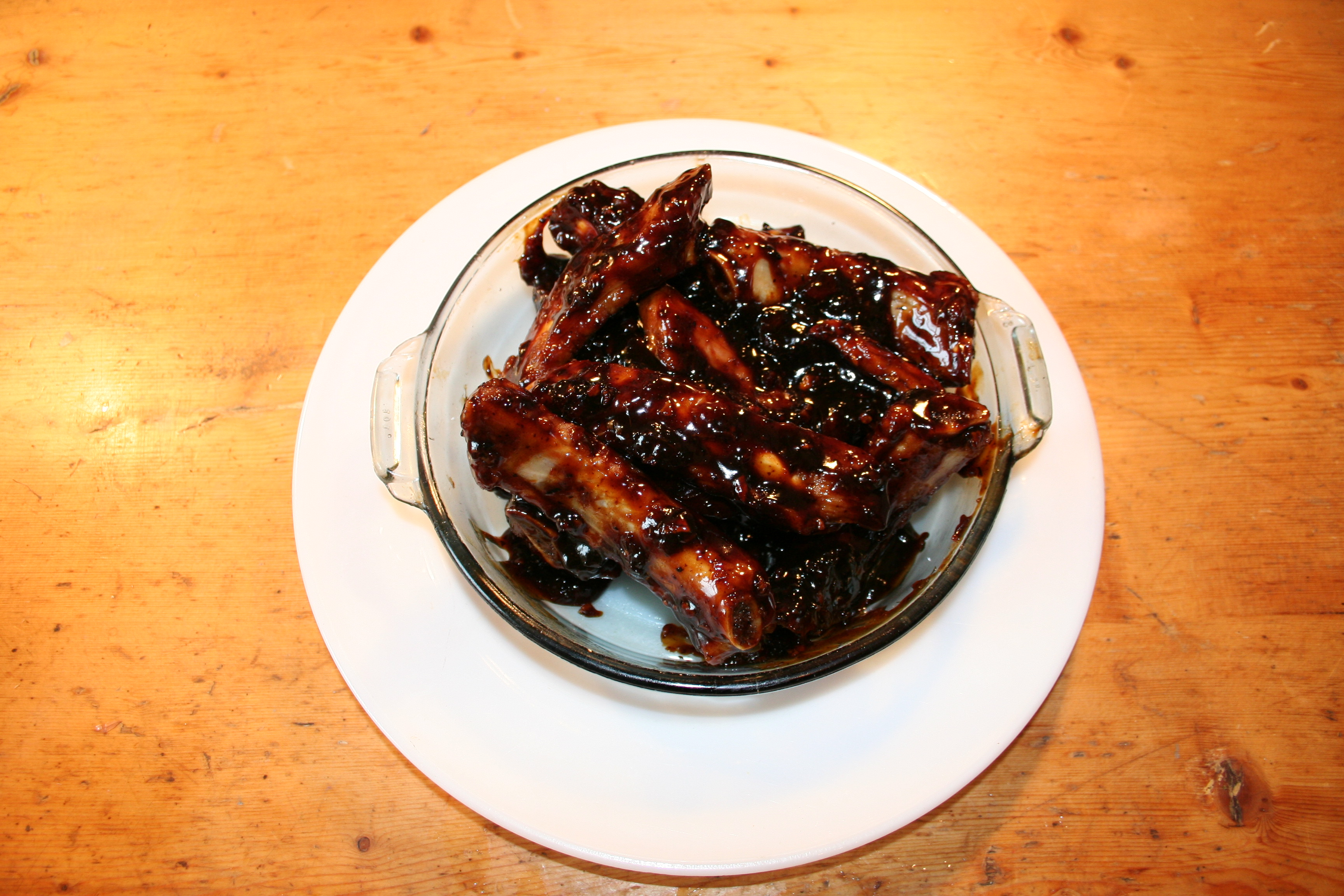
La versión occidentalizada de las spare ribs chinas se prepara realmente de una forma más parecida al plato cantonés llamado char siu

Las spareribs de cerdo son populares en la cocina china y gastronomía chino-estadounidense, llamándose generalmente paigu (en chino, 排骨; pinyin, páigǔ; Yale cantonés, paai4 gwat1; literalmente, ‘fila de huesos’).
- En la cocina china, las spareribs de cerdo suelen cortarse primero en trozos de 8 a 10 cm antes de freírlas, cocerlas al vapor o brasearlas.
- En la gastronomía cantonesa del sur de China, suelen marinarse en un caldo de color rojo y asarse con una salsa dulce y salada. Esta variedad se llama char siu (叉燒) y se agrupa dentro de los siu mei o platos de carne asada.
- En la cocina chino-estadounidense las spareribs de cerdo suelen prepararse al estilo char siu, apareciendo a menudo como parte del entrante llamado bandeja pu pu.

### En la cocina sureña estadounidense
Las spareribs también son populares en el sur de Estados Unidos. Suelen cocinarse a la barbacoa o sobre un fuego abierto, y se sirven en pedazos (con hueso y todo) acompañados de salsa. Los carniceros preparan dos cortes:
- Pork spare ribs, del lado de la panza del costillar del cerdo encima del esternón y debajo de las costillas traseras que se extienden unos 15 cm por debajo del espinazo. Las spareribs son más planas que las curvadas costillas traseras y tienen más hueso que carne. También tienen bastante grasa, lo que las hace más tiernas que las baby back ribs.
  - St. Louis Cut ribs: son spareribs a las que se les retira el esternón, el cartílago y la carne de alrededor, quedan los costillares casi rectangulares.
- Beef spare ribs, del lado de la panza del costillar de la ternera sobre el esternón. Tienden a ser más largas, anchas y a veces más curvas que las de cerdo, y se cortan del standing rib roast, del que la parte más gruesa sin hueso es el ribeye steak y las puntas superiores se las costillas se cortan para obtener short ribs.

### En la cocina irlandesa
En el Condado de Cork (Irlanda) las spareribs de cerdo o ternera se cuecen y comen con patatas y nabos. Este plato se llama bodice localmente.

## Consumo
Las spareribs suelen tomarse individualmente con las manos, royendo el comensal la pequeña cantidad de carne pegada al hueso.